# Lijst van voetbalinterlands Cuba - Nederlandse Antillen
Deze lijst van voetbalinterlands is een overzicht van alle officiële voetbalwedstrijden tussen de nationale teams van Cuba en de Nederlandse Antillen (speelden tot 1958 onder de naam Curaçao). De landen speelden twaalf keer tegen elkaar. De eerste ontmoeting, een wedstrijd tijdens het CCCF-kampioenschap 1955, werd gespeeld in Tegucigalpa (Honduras) op 28 augustus 1955. Het laatste duel, een kwalificatiewedstrijd voor de Caribbean Cup 2008, vond plaats op 23 oktober 2008 in Havana.

## Wedstrijden
| №  | Plaats        | Datum            | Competitie                               | Wedstrijd                   | Uitslag |
| -- | ------------- | ---------------- | ---------------------------------------- | --------------------------- | ------- |
| 1  | Tegucigalpa   | 28 augustus 1955 | CCCF-kampioenschap 1955                  | Cuba – Curaçao              | 0 – 2   |
| 2  | Willemstad    | 18 augustus 1957 | CCCF-kampioenschap 1957                  | Curaçao − Cuba              | 2 − 0   |
| 3  | Havana        | 23 februari 1960 | CCCF-kampioenschap 1960                  | Cuba − Nederlandse Antillen | 3 − 4   |
| 4  | Kingston      | 13 augustus 1962 | Vriendschappelijk                        | Nederlandse Antillen − Cuba | 2 − 1   |
| 5  | Kingston      | 20 januari 1965  | WK 1966 kwalificatie                     | Cuba − Nederlandse Antillen | 1 − 1   |
| 6  | Havana        | 30 januari 1965  | WK 1966 kwalificatie                     | Cuba − Nederlandse Antillen | 0 − 1   |
| 7  | San Juan      | 20 juni 1966     | Vriendschappelijk                        | Nederlandse Antillen − Cuba | 4 − 2   |
| 8  | Kingston      | 17 januari 1967  | CONCACAF-kampioenschap 1967 kwalificatie | Nederlandse Antillen − Cuba | 2 − 2   |
| 9  | Panama-Stad   | 9 maart 1970     | Vriendschappelijk                        | Cuba − Nederlandse Antillen | 2 − 0   |
| 10 | Medellín      | 14 juli 1978     | Vriendschappelijk                        | Cuba − Nederlandse Antillen | 2 − 1   |
| 11 | Santo Domingo | 23 mei 1995      | Caribbean Cup 1995 kwalificatie          | Cuba − Nederlandse Antillen | 3 − 0   |
| 12 | Havana        | 23 oktober 2008  | Caribbean Cup 2008 kwalificatie          | Cuba − Nederlandse Antillen | 7 − 1   |

## Samenvatting
| Competitie                     | Totaal gespeeld | Winst Cuba | Gelijk | Winst Ned. Ant. | Doelsaldo Cuba – Ned. Ant. |
| ------------------------------ | --------------- | ---------- | ------ | --------------- | -------------------------- |
| WK-kwalificatie                | 2               | 0          | 1      | 1               | 1 − 2                      |
| CONCACAF Gold Cup              | 3               | 0          | 0      | 3               | 3 − 8                      |
| CONCACAF Gold Cup-kwalificatie | 1               | 0          | 1      | 0               | 2 − 2                      |
| Caribbean Cup-kwalificatie     | 2               | 2          | 0      | 0               | 10 − 1                     |
| Vriendschappelijk              | 4               | 2          | 0      | 2               | 7 − 7                      |
| Totaal                         | 12              | 4          | 2      | 6               | 23 − 20                    |

Wedstrijden bepaald door strafschoppen worden, in lijn met de FIFA, als een gelijkspel gerekend.
AFC · A-internationals · Bondscoaches · Cubaans vrouwenelftal · Cuba U21 · Cuba U20 · Cuba U19 · Cuba U18 · Cuba U17
1920 – 1949 ·
1950 – 1969 ·
1970 – 1979 ·
1980 – 1989 ·
1990 – 1999 ·
2000 – 2009 ·
2010 – 2019 ·
2020 − 2029
WK 1938
OS 1976 ·
OS 1980
Albanië ·
Algerije ·
Angola ·
Antigua en Barbuda ·
Aruba ·
Bahama's ·
Barbados ·
Belize ·
Bermuda ·
Bolivia ·
Britse Maagdeneilanden ·
Bulgarije ·
Canada ·
Chili ·
China ·
Colombia ·
Costa Rica ·
Curaçao ·
DDR ·
Dominica ·
Dominicaanse Republiek ·
Ecuador ·
El Salvador ·
Ghana ·
Grenada ·
Guatemala ·
Guyana ·
Haïti ·
Honduras ·
Indonesië ·
Jamaica ·
Kaaimaneilanden ·
Kameroen ·
Mexico ·
Nicaragua ·
Nederlandse Antillen ·
Panama ·
Puerto Rico ·
Roemenië ·
Saint Kitts en Nevis ·
Saint Lucia ·
Saint Vincent en de Grenadines ·
Suriname ·
Trinidad en Tobago ·
Turks en Caicoseilanden ·
Uruguay ·
Venezuela ·
Verenigde Staten ·
Zuid-Korea ·
Zweden
NAVU · A-internationals · Nederlands-Antilliaans vrouwenelftal · Olympisch elftal
Antigua en Barbuda ·
Aruba ·
Bahama's ·
Barbados ·
Bermuda ·
Colombia ·
Costa Rica ·
Cuba ·
Denemarken ·
Dominicaanse Republiek ·
El Salvador ·
Grenada ·
Guatemala ·
Guyana ·
Haïti ·
Honduras ·
Jamaica ·
Kaaimaneilanden ·
Mexico ·
Nederland ·
Nicaragua ·
Panama ·
Puerto Rico ·
Saint Lucia ·
Saint Vincent en de Grenadines ·
Suriname ·
Trinidad en Tobago ·
Venezuela · 
Verenigde Staten